# Базаров, Семён Тарасович
Семён Тара́сович База́ров (1914 — 1985) — советский дипломат. Чрезвычайный и полномочный посол.

### Биография
Окончил Саратовский юридический институт в 1938 году.На дипломатической работе с 1939 года.
- В 1939—1946 годах — сотрудник центрального аппарата Народного комиссариата иностранных дел СССР.
- В 1946—1949 годах — советник Посольства СССР в Швеции.
- В 1949—1950 годах — заместитель начальника Договорно-правового управления МИД СССР.
- В 1950—1953 годах — заместитель заведующего, заведующий Отделом стран Ближнего и Среднего Востока МИД СССР.
- В 1953—1957 годах — советник Посольства СССР в Иране[2].
- В 1957—1959 годах — заместитель заведующего Первым Европейским отделом МИД СССР.
- В 1959—1962 годах — заведующий Первым Европейским отделом МИД СССР.
- С 4 июня 1962 по 21 февраля 1968 года — чрезвычайный и полномочный посол СССР в Мексике.
- В 1968—1973 годах — старший советник Управления по планированию внешнеполитических мероприятий МИД СССР.
- В 1973—1974 годах — заместитель постоянного представителя СССР при ЮНЕСКО.
- В 1974—1979 годах — на ответственной работе в УПВМ МИД СССР.

С 1979 года — в отставке.

## Награды
- Орден Отечественной войны II степени (5 ноября 1945)[3].
- Орден «Знак Почёта» (3 ноября 1944).